# 圣贝兰
圣贝兰（法語：Saint-Bérain，法語發音：[sɛ̃ beʁɛ̃]）是法国上卢瓦尔省的一个市镇，属于布里尤德区。

## 地理
圣贝兰（45°1'58"N, 3°38'0"E）面积13 平方千米，位于法国奥弗涅-罗讷-阿尔卑斯大区上盧瓦爾省，该省份为法国中南部省份，北起多姆山省和卢瓦尔省，西接康塔爾省，南至洛泽尔省，东临阿尔代什省。
与圣贝兰接壤的市镇（或旧市镇、城区）包括：阿列河畔莫尼斯特罗勒、普拉德、圣于连德沙兹、锡欧格圣玛丽、勒韦尔内、阿列河畔圣普里瓦。

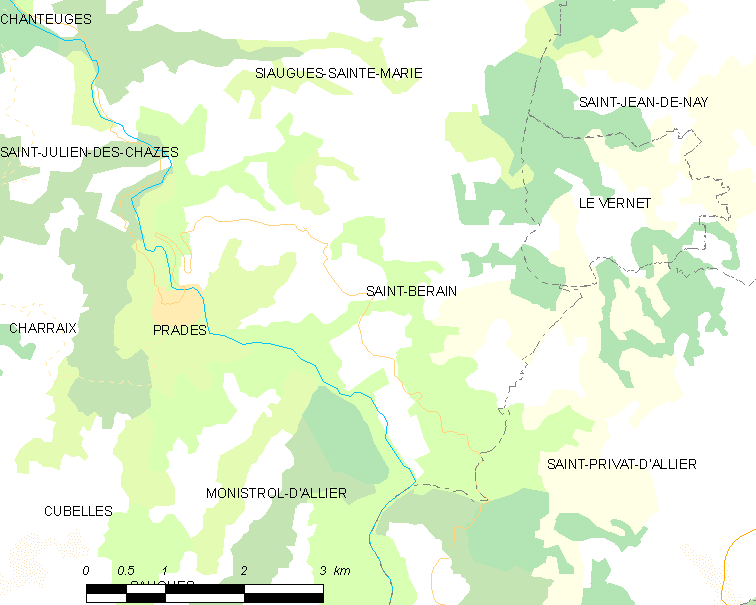
圣贝兰的OSM定位图

圣贝兰的时区为UTC+01:00、UTC+02:00（夏令时）。

## 行政
圣贝兰的邮政编码为43300，INSEE市镇编码为43171。

## 政治
圣贝兰所属的省级选区为阿列峡-热沃当县。

## 人口

1962-2008年间圣贝兰人口变化图示

圣贝兰于2022年1月1日时的人口数量为90人。